# Halle400
Die Halle400 ist ein Veranstaltungszentrum und Bürogebäude in Kiel.

## Nutzung
Die Halle400 war neben der Sparkassen-Arena, der ehemals sogenannten Ostseehalle, eines der größten Veranstaltungszentren in Kiel.
Mit zwei Hallen, diversen weiteren Räumlichkeiten und Nebenräumen bot die Halle400 ein breites Nutzungsspektrum. So fanden hier beispielsweise regelmäßig Konzerte, Theater, Messen, Tagungen, Hochzeiten, Jubiläen und Galaveranstaltungen statt. Die Halle400 war dabei aufgrund eines modularen Raumkonzepts seiner vier Haupträume sowohl als kleine, voneinander unabhängige Location mit separatem Eingang nutzbar, als auch als zusammengelegte große Veranstaltungs-Location für Musikkonzerte von Musikgruppen wie Wir sind Helden, Schandmaul und Comedy-Künstler wie Dave Davis und Jürgen Becker. Ebenfalls befindet sich in der Halle400 ein Restaurant mit Biergarten. Die Freianlage ist die zweitgrößte Kiels. Darüber hinaus befinden sich auf mehreren Etagen Büroräume.

## Lage
Die Halle400 befindet sich auf dem Kieler Ostufer an der Hörn. Sie liegt hier in der Kai-City Kiel und ist zu Fuß nur wenige Minuten von der Innenstadt entfernt.
Nach der Halle400 wurde auch die Straße benannt, in der sich die Halle400 befindet.

## Geschichte

### Bis 1945
Spätestens seit 1938 brauchten die Vorgänger-Unternehmen der Howaldtswerke-Deutsche Werft (HDW) dringend neue Arbeits- und Lagerflächen für die Produktion für die Kriegsmarine. Die Vorgänger-Halle der Halle400 wurde auf einem brachliegenden Gelände an der Hörn auf dem Areal der Germaniawerft (die heutige Kai-City Kiel) gebaut. Die Halle400 wurde Anfang 1939 fertiggestellt. Sie wurde als Stahlbeton-Skelettbau errichtet und war damit das erste Kieler Gebäude dieser Bauart. Daneben verfügte die Halle über einen Luftschutzbunker mit einem Fassungsvolumen von knapp 1500 Personen. Genutzt wurde der damalige Vorgängerbau als Kupferschmiede und Zinnerei sowie als Werkstätten für Schiffsmotoren und -kompressoren.

### 1945 bis 1991
Im Verlaufe des Krieges wurde nahezu das gesamte Werftgelände zerstört, die damalige Halle400 war eines der wenigen Gebäude, die erhalten blieben. In der folgenden Nachkriegszeit benutzte HDW die Halle400 bis 1989 für den Bau von U-Booten.

### 1991 bis heute
Da sich das Werft-Gelände der HDW in der Kieler Förde bis Anfang der 1990er Jahre jedoch immer weiter weg von der Hörn verlagerte, war die Halle400 mittlerweile wirtschaftlich und produktionstechnisch ungünstig gelegen.  HDW verkaufte deswegen die Halle400 im Jahre 1991 an die Stadt Kiel. Die Stadt Kiel wollte aus der Halle400 ein Gebäude erschaffen, das sowohl Medien, als auch Kulturschaffende umfasste. 1993 zog ein privater Radiosender in die vorher umgebauten oberen Stockwerke ein und nahm den Sendebetrieb auf. Von 1995 bis 1998 verlagerte das Kieler Schauspielhaus dann – wegen umfangreichen Umbau-Maßnahmen in den eigenen Räumlichkeiten – seinen Spielbetrieb in die Untergeschosse der Halle400. Aus finanziellen Gründen verkaufte die Stadt Kiel im Dezember 2000 die Halle400 an private Investoren. In der Folgezeit fanden bis zur Wiedereröffnung im Mai 2002 erneut umfassende Umbau- und Sanierungsarbeiten statt, bei denen viel vom historischen, industriellen Charme der Halle400 erhalten blieb, unter anderem ein Ladekran der HDW. 
Im März 2020 wurde der Veranstaltungsbetrieb eingestellt und die Halle 400 umgebaut und fungiert seit Herbst 2020 als Kindertagesstätte.